# Werner Mantz
Werner Mantz (* 28. April 1901 in Köln; † 12. Mai 1983 in Eijsden) war ein deutsch-niederländischer Fotograf.

## Leben und Werk
Werner Mantz wurde 1901 in Köln geboren. Im Alter von 14 Jahren machte er mit einer Ernemann-Kamera die ersten Fotos in Köln und Umgebung und im Bergischen Land. Den Einmarsch der Besatzungstruppen nach dem verlorenen Ersten Weltkrieg dokumentierte Mantz, als er 17 Jahre alt war. 1920 (mit 19 Jahren) fotografierte er die Hochwasserkatastrophe in der Kölner Altstadt und verkaufte die Fotos später als Ansichtskarten.
1920 bis 1921 studierte Werner Mantz an der Lehr- und Versuchsanstalt für Photographie, Chemiegrafie, Lichtdruck und Gravüre in München bei Professor Spoerl, wo er diverse Edeldruckverfahren (Gummidruck, Bromöldruck u. ä.) kennenlernte. 1921 eröffnete er sein erstes Fotostudio in der Wohnung seiner Eltern am Hohenstaufenring 46 in Köln.
Während der nächsten Jahre entstanden Porträts der Kölner Prominenz und auch Aufnahmen von Personen aus Politik, Wissenschaft und Kunst. Er hatte Kontakt zu der Kölner Gruppe progressiver Künstler und fertigte einige fotografische Reproduktionen von Kunstwerken an. Aus dieser Zeit stammen Porträts von Wilhelm Sollmann, Heinrich George, Anton Räderscheidt, Willi Ostermann, Heinrich Hoerle und Franz Wilhelm Seiwert.
Vor dem Hintergrund langsam aufkommender Judenfeindlichkeit eröffnete Werner Mantz, der jüdischer Herkunft war, 1932 mit Karl Mergenbaum ein zusätzliches Fotostudio in Maastricht.
Von 1937 bis 1938 arbeitete Werner Mantz hauptsächlich an zwei Großaufträgen. Zum einen übernahm er die fotografische Dokumentation der Zechenanlagen der Staatsmijnen in Limburg. Zum anderen dokumentierte er die Neuanlage von regionalen Straßen in der Provinz Limburg im Auftrag der Provinciale Waterstaat.
Nach der Reichspogromnacht 1938 verließ Mantz Köln endgültig und zog nach Maastricht um, wo er in seinem zweiten Fotoatelier, in bester Innenstadtlage an Het Vrijthof, weiterarbeitete. Die Auftragslage für Architekturaufnahmen in Köln und in Maastricht stagnierte. Als die Aufträge ausblieben, begann er, sich der Kinderfotografie zu widmen.

## Architekturfotografie
Neben der Tätigkeit als Porträtfotograf wurde Werner Mantz zu einem sehr gefragten Architekturfotografen, der im Stil der Neuen Sachlichkeit und des Neuen Bauens der 1920er Jahre arbeitete. Mantz war ein Auftragsfotograf und betrachtete die Fotografie als Handwerk. Er war in erster Linie für Kölner Firmen tätig. 1925 unterstützte er in einem Artikel der Rheinischen Volkswacht Konrad Adenauer im Hinblick auf dessen Stadtplanung. 1926 wurde Mantz Hausfotograf des Architekten Wilhelm Riphahn, der sein Büro ebenfalls am Hohenstaufenring 46 hatte. Der durch diese Zusammenarbeit entstandene Kontakt zu der GAG Immobilien AG machte Werner Mantz zu einem der gefragtesten Architekturfotografen seiner Zeit. Sein dokumentarisches Werk über die Siedlungen der GAG in Köln ist sehr umfangreich. Seit 1927 erschienen zahlreiche Arbeiten von ihm in den Zeitschriften Bauwelt, Die Form, Bauwarte, Wasmuths Monatshefte für Baukunst sowie im Zentralblatt der Bauverwaltung. 1931 beteiligte er sich am XIIIe Salon international d’Art Photographique in Brüssel.
Zahlreiche bekannte deutsche Architekten, darunter Clemens Klotz, Erich Mendelsohn und Helmuth Wirminghaus, sowie niederländische Architekten wie Frits Peutz, Teun Swinkels und Jos Wielders ließen ihre Bauwerke bevorzugt von Mantz ablichten. Der 1934 von Frits Peutz entworfene Glaspaleis, das ehemalige Warenhaus/Warenhuis Schunck in Heerlen, das seit 1995 unter Denkmalschutz steht, wurde von Mantz fotografiert.

„Mantz gilt heute in erster Linie wegen seiner Architekturaufnahmen als einer der bedeutendsten Fotografen der 20er und 30er Jahre. Der künstlerische Stellenwert seiner Arbeiten wird vor allem dadurch bestimmt, daß er trotz der Auftragsbedingungen eine ästhetisch hochwertige interpretatorische Leistung in Verbindung mit einer raffinierten Lichtinszenierung erbracht hat, die für den Architekten einen außerordentlichen werberischen Effekt hatte. Er setzte Licht als prägendes Gestaltungsmittel ein, um auf Ordnung und Maß innerhalb der Architektur aufmerksam zu machen und ihren Ausdruck zu verstärken.“

## Ausstellungen
In den 1970er Jahren, als Mantz sein Fotoatelier in Maastricht schon geschlossen hatte und mit seiner Frau nach Eijsden gezogen war, wo er ein beschauliches Leben führte, kam es zu einer Wiederentdeckung seines Werkes. Bei der Ausstellung Vom Dadamax bis zum Grüngürtel in Köln (1975) wurde Mantz in einem Atemzug mit August Sander, Hannes Maria Flach und Raoul Ubac genannt.
Rudolf Kicken, der schon früh mit dem Werk von Werner Mantz vertraut war, organisierte in den 1970er Jahren eine Ausstellung in seiner Galerie Lichttropfen in Aachen. Zusätzlich wurden Werke aus der Sammlung von Annette und Rudolf Kicken dem Städel Museum in Frankfurt übereignet.
1977 nahm Mantz an der documenta 6 teil. Das Rheinische Landesmuseum Bonn richtete für Werner Mantz 1978 eine groß angelegte und viel beachtete Retrospektive aus und 2009 fand die Ausstellung Werner Mantz–Licht op Limburg, Foto’s und Filme 1932–1972 im Limburgs Museum statt. 2016 waren in der Wiesbadener Galerie Kleinschmidt Werke Kleinschmidts zu sehen.
Die größten Sammlungen des Werkes von Werner Mantz befinden sich im Besitz des Museum Ludwig in Köln und des Bonnefantenmuseum in Maastricht.
2017/2018 fand im Museum Ludwig in Köln, in Kooperation mit dem Nederlands Fotomuseum in Rotterdam, die Ausstellung Architekturen und Menschen statt, in der seine Arbeiten nicht getrennt ausgestellt, sondern gegenübergestellt werden, um die bestehenden Beziehungen aufzuzeigen. Es gibt einen dreisprachigen Ausstellungskatalog.
Auf Initiative der Werner Mantz Stiftung widmete das Bonnefantenmuseum in Maastricht Werner Mantz 2022 eine große Retrospektive und zeigte erstmals seine gesamte Schaffensperiode. Zur Ausstellung erschien ein Katalog bei Hannibal Books.

## Werner Mantz Stichting
1989 wurde die Werner Mantz Stichting von William Graatsma, dem Direktor der Jan van Eyck Academie in Maastricht ins Leben gerufen. Ziel war es, Schwarzweißfotografie, die bei natürlichem Tageslicht entstanden ist, zu fördern. Die Preisvergabe wurde 2001 eingestellt. Bisherige Preisträger waren Fotografen aus den Niederlanden (Rineke Dijkstra 1994 und Kim Zwarts 1997) und aus Deutschland (Thomas Struth 1990 und Gosbert Adler 2001).